# Hoko proměnlivý
Hoko proměnlivý (Crax rubra) je druh ptáka z čeledi hokovití (Cracidae) a rodu Crax. Popsal jej Carl Linné roku 1758. Dělí se na dva poddruhy: C. r. griscomi a C. r. rubra. Dle Mezinárodního svazu ochrany přírody je hodnocen jako zranitelný. Jedná se o nejčastěji chovaného hoka v zajetí.

## Výskyt
Hoko proměnlivý je ptákem neotropické oblasti, obývá především Střední Ameriku a severozápad Jižní Ameriky. Poddruh C. r. rubra obývá oblast od východu Mexika přes země Střední Ameriky až do Kolumbie, zřídka do Ekvádoru. C. r. griscomi obývá pouze ostrov Cozumel blízko Mexika. Přirozeným stanovištěm jsou tropické deštné lesy, někdy též mangrovníkové porosty a sezónně suché lesy, a to až do nadmořské výšky 1 900 m n. m. Většinou však tento pták žije v nížinatých oblastech.

## Popis

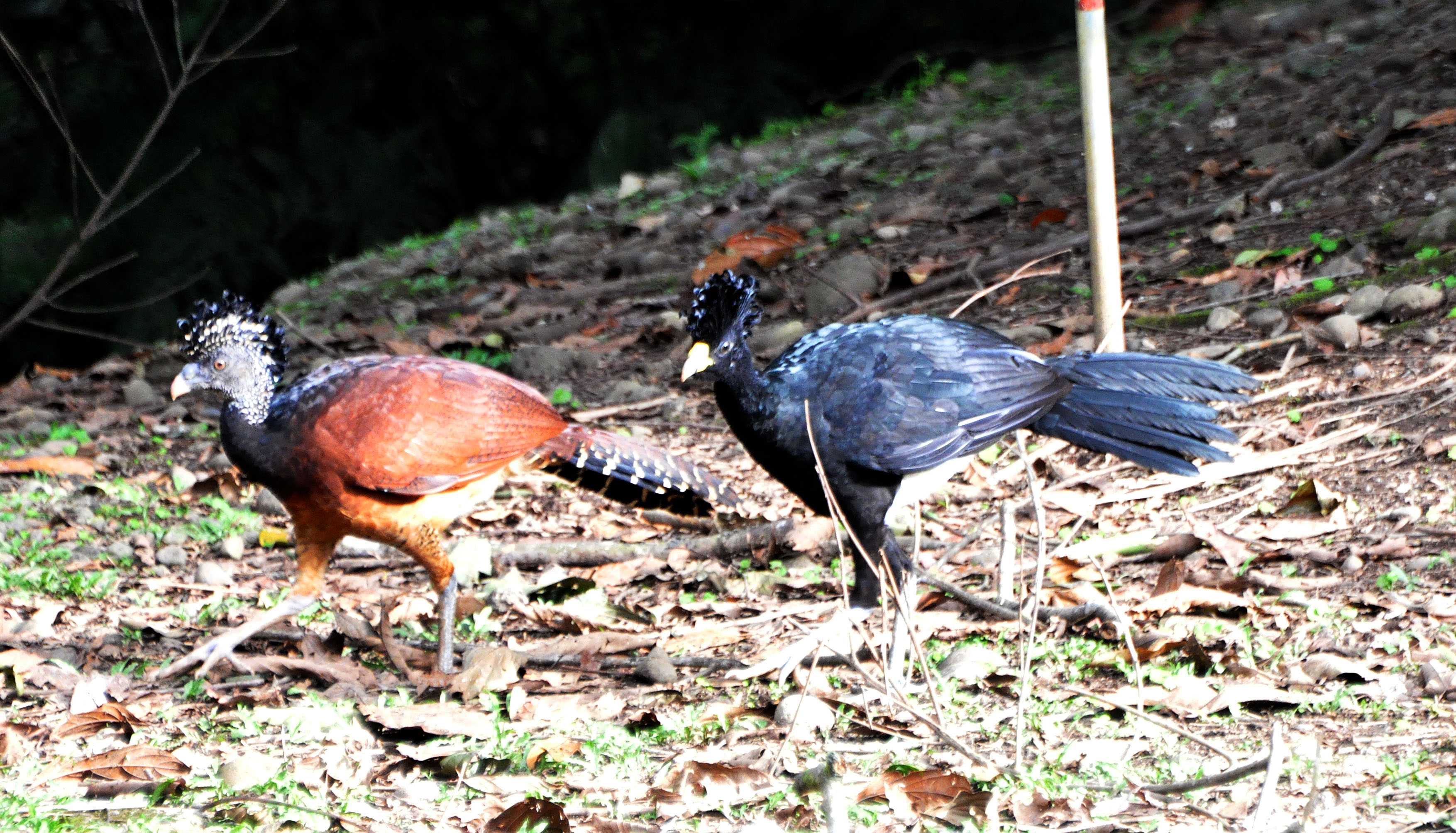
Samec (vpravo) a samice (vlevo)

Hoko proměnlivý je velký pták, jenž může v případě samců dosahovat výšky až 93 cm a vážit 4,3–4,8 kg. Tělo na délku může měřit až 1 m, výrazný je taktéž ocas. Zbarvení peří je u samců mimo bílého břicha a žlutého zobáku černé, samice mohou mít vícero barev, jsou buď černé nebo kaštanově zbarvené a mají bílý krk a hlavu. Velcí samci mimo to vlastní velkou chocholku z peří.

## Chování
Hoko proměnlivý žije v párech nebo malých skupinkách vedených samcem, který zároveň varuje ostatní v případě nebezpečí. Ptáci společně komunikují hlubokými zvuky, které připomínají chrochtání. Potravu hledají na zemi, živí se především plody, semeny a někdy rovněž drobnými živočichy, a to bezobratlými i obratlovci. Podobně jako drůbež v případě nebezpečí většinou neodletí, ale utečou pryč. Samice klade mezi březnem a květnem vždy 2 vejce do hnízda složeného z větví a listí, které leží ve výšce 3 až 6 m. Mláďata se rychle vyvíjejí a již po 20 dnech jsou schopna letu.

## Ohrožení
Dle Mezinárodního svazu ochrany přírody (IUCN) je hoko proměnlivý veden jako zranitelný druh. V důsledku lovu a ztráty stanovišť jeho populace značně poklesly a celková velikost populace je odhadována na 6 700–40 000 dospělých jedinců. Na ostrově Cozumel žije podle výzkumu v letech 1994 až 1995 odhadem asi 300 jedinců.  Odlesňování vlhkých a listnatých tropických lesů představuje hlavní hrozbu a vede k fragmentaci jednotlivých populací, jakož i zpřístupňování lesních oblastí lidem. Hoko proměnlivý je velký druh ptáka a má chutné maso, z tohoto důvodu je často pronásledováván lovci a pytláky. Komerční lov může vést až k vybití lokálních populací. V mnoha zemích jeho výskytu spadá mezi chráněné druhy, ale v Belize je lov považován za legální.